# Sceneggiata

La sceneggiata (pluriel :  Sceneggiate) ou sceneggiata napoletana  est une forme de drame théâtral musical typique de la ville de  Naples. 
Commençant comme une forme de théâtre musical après la Première Guerre mondiale, il a également été adapté pour le cinéma; les «films sceneggiata» est devenu particulièrement populaire dans les années 1970, et ont contribué à ce genre de plus en plus largement connu en dehors de Naples.

## Description
La sceneggiata peut être grossièrement décrite comme un genre théâtral ou « feuilleton musical », où l'action et le dialogue sont entrecoupés de chansons napolitaines. 
Les scènes tournent autour de thèmes mélodramatiques issues de la culture et de la tradition napolitaine, comme la passion, la jalousie, la trahison, la tromperie, l'honneur, la vengeance et la vie dans le monde de la petite délinquance. 
Les chansons et les dialogues étaient à l'origine en napolitain, bien que, en particulier dans la production cinématographique, pour atteindre un public plus large, l'italien lui est parfois été préféré .
En dehors de l'Italie, la sceneggiata est surtout connue dans les zones peuplées par des immigrants italiens d'origine napolitaine comme la Little Italy à New York.

## Histoire récente
De 1973 à 1981 Mario Trevi s'est dédié, avec Mario Merola et Pino Mauro, à la renaissance de la Sceneggiata Napoletana. Sa plus connue sceneggiata est  'A paggella, de 1977, adaptée au cinéma en 1980 par Nini Grassia, sous le titre La pagella.